# Ornex

Ornex este o comună în departamentul Ain din estul Franței.